# I Can't Go On
I Can't Go On è un singolo del cantante svedese Robin Bengtsson pubblicato nel 2017.

## Descrizione
La canzone è stata scritta e prodotta da David Kreuger, Hamed "K-One" Pirouzpanah e Robin Stjernberg. Il brano ha vinto il Melodifestivalen 2017 nel marzo 2017, guadagnandosi il diritto di partecipare all'Eurovision Song Contest ospitato a Kiev, dove Robin Bengtsson rappresenta quindi la Svezia, esibendosi nella prima semifinale del 9 maggio.

## Tracce
Testi e musiche di David Kreuger, Hamed "K-One" Pirouzpanah e Robin Stjernberg.
1. I Can't Go On – 3:03

## Classifiche
| Classifica (2017) | Posizione massima |
| ----------------- | ----------------- |
| Belgio (Fiandre)  | 73                |
| Polonia           | 19                |
| Svezia            | 3                 |
| Svizzera          | 83                |